# Vohid Shodiyev
Vohid Shodiyev (Navoiy, 9 novembre 1986) è un ex calciatore uzbeko, di ruolo attaccante.

## Carriera

### Club
Ha giocato nella prima divisione uzbeka ed in quella malese.

### Nazionale
Ha esordito in nazionale nel 2013.

## Palmarès

### Club

#### Competizioni nazionali
- Supercoppa dell'Uzbekistan: 1

Bunyodkor: 2014